# Campeonato Africano de Atletismo de 2022 - 100 m feminino
A prova dos 100 metros feminino do Campeonato Africano de Atletismo de 2022 foi disputada nos dias 8 e 9 de junho, no Complexo Esportivo Nacional Cote d'Or, em Saint Pierre, na Maurícia.

## Recordes
Antes desta competição, os recordes mundiais e do campeonato nesta prova eram os seguintes:
|                       | Nome                     | Nacionalidade   | Tempo  | Local        | Data                |
| --------------------- | ------------------------ | --------------- | ------ | ------------ | ------------------- |
| Recorde mundial       | Florence Griffith Joyner | Estados Unidos  | 10s 49 | Indianápolis | 16 de julho de 1988 |
| Recorde do campeonato | Murielle Ahouré          | Costa do Marfim | 10s 99 | Durban       | 23 de junho de 2016 |
| Recorde africano      | Murielle Ahouré          | Costa do Marfim | 10s 78 | Montverde    | 11 de junho de 2016 |
| Recorde africano      | Marie-Josée Ta Lou       | Costa do Marfim | 10s 78 | Tóquio       | 30 de julho de 2021 |

## Medalhistas
| Ouro            | Prata                | Bronze            |
| Gina Bass (GAM) | Aminatou Seyni (NIG) | Carina Horn (RSA) |

## Cronograma
Todos os horários são locais (UTC+4). 
| Data       | Hora  | Evento    |
| ---------- | ----- | --------- |
| 8 de junho | 09:00 | Bateria   |
| 8 de junho | 15:50 | Semifinal |
| 9 de junho | 16:00 | Final     |

## Resultados

### Bateria
Qualificação: 3 atletas de cada bateria (Q) mais os 3 melhores qualificados (q). 
Vento:
Bateria 1: +1.5 m/s, Bateria 2: -0.3 m/s, Bateria 3: +1.1 m/s, Bateria 4: -0.5 m/s, Bateria 5: +0.5 m/s, Bateria 6: +2.2 m/s, Bateria 7: +1.9 m/s
| Posição | Bateria | Atleta                   | Nacionalidade                  | Tempo | Notas |
| ------- | ------- | ------------------------ | ------------------------------ | ----- | ----- |
| 1       | 7       | Aminatou Seyni           | Níger                          | 11.07 | Q     |
| 2       | 4       | Carina Horn              | África do Sul                  | 11.27 | Q     |
| 3       | 1       | Gina Bass                | Gâmbia                         | 11.36 | Q     |
| 4       | 1       | Maximila Imali           | Quênia                         | 11.50 | Q     |
| 5       | 3       | Quincy Malekani          | Zâmbia                         | 11.52 | Q     |
| 6       | 6       | Hellen Makumba           | Zâmbia                         | 11.57 | Q     |
| 7       | 1       | Loungo Matlhaku          | Botswana                       | 11.59 | Q     |
| 8       | 1       | Phindile Khubheka        | África do Sul                  | 11.64 | q     |
| 9       | 2       | Tima Godbless            | Nigéria                        | 11.71 | Q     |
| 10      | 4       | Oarabile Tshosa          | Botswana                       | 11.72 | Q     |
| 11      | 7       | Balikis Yakubu           | Nigéria                        | 11.76 | Q     |
| 12      | 2       | Jacent Nyamahunge        | Uganda                         | 11.78 | Q     |
| 12      | 4       | Maboundou Koné           | Costa do Marfim                | 11.78 | Q     |
| 14      | 5       | Praise Ofoku             | Nigéria                        | 11.80 | Q     |
| 15      | 7       | Claudine Nomenjanahary   | Madagáscar                     | 11.86 | Q     |
| 16      | 5       | Maimuna Jallow           | Gâmbia                         | 11.88 | Q     |
| 17      | 6       | Karel Elodie Ziketh      | Costa do Marfim                | 11.89 | Q     |
| 18      | 5       | Pierrick Linda Moulin    | Gabão                          | 11.91 | Q     |
| 19      | 4       | Natacha Ngoye Akamabi    | República do Congo             | 11.96 | q     |
| 20      | 3       | Eunice Murandafu         | Quênia                         | 12.00 | Q     |
| 21      | 2       | Yabsira Jarso            | Etiópia                        | 12.01 | Q     |
| 22      | 4       | Fatou Sowe               | Gâmbia                         | 12.02 | q     |
| 23      | 1       | Bonguwe Mahlalela        | Essuatíni                      | 12.03 |       |
| 23      | 5       | Amelie Anthony           | Ilhas Maurícias                | 12.03 |       |
| 25      | 7       | Michelle Zuze            | Zimbabwe                       | 12.10 |       |
| 26      | 6       | Astrid van Hoorn         | Moçambique                     | 12.19 | Q     |
| 27      | 6       | Rahel Tesfaye            | Etiópia                        | 12.21 |       |
| 28      | 4       | Monica Safania           | Quênia                         | 12.23 |       |
| 29      | 1       | Zo Henintsoa Rakotonary  | Madagáscar                     | 12.29 |       |
| 30      | 6       | Nyimasata Jawneh         | Gâmbia                         | 12.32 |       |
| 31      | 2       | Akouvi Koumedzina        | Togo                           | 12.37 |       |
| 32      | 7       | Fatoumata Koala          | Burquina Fasso                 | 12.47 |       |
| 33      | 3       | Sade Amor De Sousa       | Namíbia                        | 12.52 | Q     |
| 34      | 3       | Nancy Tokpah             | Libéria                        | 12.67 |       |
| 35      | 3       | Beatrice Midomide        | Benim                          | 12.84 |       |
| 36      | 6       | Aissata Deen Conte       | Guiné                          | 12.92 |       |
| 37      | 2       | Françoise Kumi           | República Democrática do Congo | 13.10 |       |
| 38      | 2       | Victória Cassinda        | Angola                         | 13.43 |       |
| 98      | 4       | Lucia Moris              | Sudão do Sul                   | DSQ   | FS    |
| 98      | 7       | Rhoda Njobvu             | Zâmbia                         | DSQ   | FS    |
| 98      | 6       | Tsaone Sebele            | Botswana                       | DNF   |       |
| 99      | 1       | Latifa Ali               | Gana                           | DNS   |       |
| 99      | 1       | Ndèye Arame              | Senegal                        | DNS   |       |
| 99      | 2       | Ainess Tibishubwamu      | Tanzânia                       | DNS   |       |
| 99      | 3       | Erica Mouwangui          | Guiné Equatorial               | DNS   |       |
| 99      | 3       | Halutie Hor              | Gana                           | DNS   |       |
| 99      | 4       | Gifty Kwakyewaa Oku      | Gana                           | DNS   |       |
| 99      | 5       | Jacira Martins           | Guiné-Bissau                   | DNS   |       |
| 99      | 5       | Winifrida Makenji        | Tanzânia                       | DNS   |       |
| 99      | 6       | Germaine Abessolo Bivina | Camarões                       | DNS   |       |

### Semifinal
Qualificação: 2 atletas de cada bateria (Q) mais os 2 melhores qualificados (q).
Vento:
Bateria 1: +0.1 m/s, Bateria 2: +3.2 m/s, Bateria 3: +1.5 m/s
| Posição | Bateria | Atleta                 | Nacionalidade      | Tempo | Notas |
| ------- | ------- | ---------------------- | ------------------ | ----- | ----- |
| 1       | 2       | Aminatou Seyni         | Níger              | 11.05 | Q     |
| 2       | 1       | Gina Bass              | Gâmbia             | 11.08 | Q,    |
| 2       | 3       | Carina Horn            | África do Sul      | 11.08 | Q     |
| 4       | 3       | Tima Godbless          | Nigéria            | 11.25 | Q     |
| 5       | 3       | Maximila Imali         | Quênia             | 11.26 | q     |
| 6       | 1       | Quincy Malekani        | Zâmbia             | 11.32 | Q     |
| 7       | 1       | Oarabile Tshosa        | Botswana           | 11.33 | q     |
| 8       | 2       | Hellen Makumba         | Zâmbia             | 11.42 | Q     |
| 9       | 2       | Phindile Khubheka      | África do Sul      | 11.44 |       |
| 10      | 1       | Maboundou Koné         | Costa do Marfim    | 11.53 |       |
| 11      | 3       | Loungo Matlhaku        | Botswana           | 11.59 |       |
| 12      | 2       | Praise Ofoku           | Nigéria            | 11.62 |       |
| 12      | 3       | Jacent Nyamahunge      | Uganda             | 11.62 |       |
| 14      | 1       | Balikis Yakubu         | Nigéria            | 11.63 |       |
| 15      | 2       | Maimuna Jallow         | Gâmbia             | 11.71 |       |
| 16      | 2       | Karel Elodie Ziketh    | Costa do Marfim    | 11.78 |       |
| 17      | 2       | Pierrick Linda Moulin  | Gabão              | 11.79 |       |
| 18      | 3       | Claudine Nomenjanahary | Madagáscar         | 11.85 |       |
| 19      | 2       | Yabsira Jarso          | Etiópia            | 11.93 |       |
| 20      | 3       | Fatou Sowe             | Gâmbia             | 11.95 |       |
| 21      | 1       | Eunice Murandafu       | Quênia             | 11.99 |       |
| 22      | 3       | Astrid van Hoorn       | Moçambique         | 12.13 |       |
| 23      | 1       | Sade Amor De Sousa     | Namíbia            | 12.59 |       |
| 99      | 1       | Natacha Ngoye Akamabi  | República do Congo | DNF   |       |

### Final
A final ocorreu dia 9 de junho às 16:00.
Vento: +4.8 m/s
| Posição           | Raia | Atleta          | Nacionalidade | Tempo | Notas |
| ----------------- | ---- | --------------- | ------------- | ----- | ----- |
| Medalha de ouro   | 6    | Gina Bass       | Gâmbia        | 11.06 |       |
| Medalha de prata  | 6    | Aminatou Seyni  | Níger         | 11.09 |       |
| Medalha de bronze | 6    | Carina Horn     | África do Sul | 11.14 |       |
| 4                 | 6    | Tima Godbless   | Nigéria       | 11.27 |       |
| 5                 | 6    | Maximila Imali  | Quênia        | 11.29 |       |
| 6                 | 6    | Quincy Malekani | Zâmbia        | 11.30 |       |
| 7                 | 6    | Hellen Makumba  | Zâmbia        | 11.50 |       |
| 8                 | 6    | Oarabile Tshosa | Botswana      | DNF   |       |

Legenda
| Recorde mundial       | Recorde mundial (World record)               |                       | Recorde africano                      | Recorde africano (African) |                                           | Q | Classificado por posição (Qualified) |
| Recorde do campeonato | Recorde do campeonato (Championship record)  | Recorde da América    | Recorde da América (Americas)         | q                          | Classificado por melhor tempo (Qualified) |   |                                      |
| Melhor marca do ano   | Melhor marca do ano (World leading)          | Recorde asiático      | Recorde asiático (Asian)              | DNS                        | Não largou (Did not start)                |   |                                      |
| Recorde nacional      | Recorde nacional (National record)           | Recorde europeu       | Recorde europeu (European)            | DNF                        | Não terminou (Did not finish)             |   |                                      |
| Recorde pessoal       | Recorde pessoal do atleta (Personal best)    | Recorde da Oceania    | Recorde da Oceania (Oceania)          | DSQ / DQ                   | Desclassificado (Disqualified)            |   |                                      |
| Recorde da temporada  | Recorde da temporada do atleta (Season best) | Recorde sul-americano | Recorde sul-americano (South America) | NM                         | Sem marca (No mark)                       |   |                                      |